# Lebogang Shange
Lebogang Shange (* 1. August 1990) ist ein südafrikanischer Geher.
Im 20-km-Gehen erreichte er bei den Weltmeisterschaften 2013 in Moskau nicht das Ziel. 2014 siegte er bei den Afrikameisterschaften in Marrakesch.
2015 wurde er mit seiner persönlichen Bestzeit von 1:21:43 h Elfter bei den Weltmeisterschaften in Peking und siegte bei den Afrikaspielen in Brazzaville.
2019 wurde Shange positiv auf Trenbolon getestet und deswegen für vier Jahre gesperrt.